# Scalloway
Scalloway (Oudnoords: Skalavagr - "baai met huis") is een havenplaats op het Shetlandse Mainland (Schotland). Scalloway was de hoofdstad van de Shetlandeilanden, totdat in 1708 Lerwick de hoofdstad werd. Patrick Stewart, de tweede graaf van Orkney, breidde vanaf 1599 Scalloway uit en bouwde Scalloway Castle ter vervanging van Sumburgh House.
Bij de kooplieden van de Hanze uit Bremen en Hamburg stond Scalloway bekend als Schaldewage, een goede beschutte haven die op de route naar Hillswick lag.
Tijdens de Tweede Wereldoorlog was Scalloway een uitvalsbasis van de Noorse verzetsorganisatie The Shetland Bus. Het hoofdkwartier van deze organisatie was een tijd gevestigd in The Norway House bij de Prince Olav Pier. In Scalloway staat een monument ter nagedachtenis van de gevallenen van The Shetland Bus.

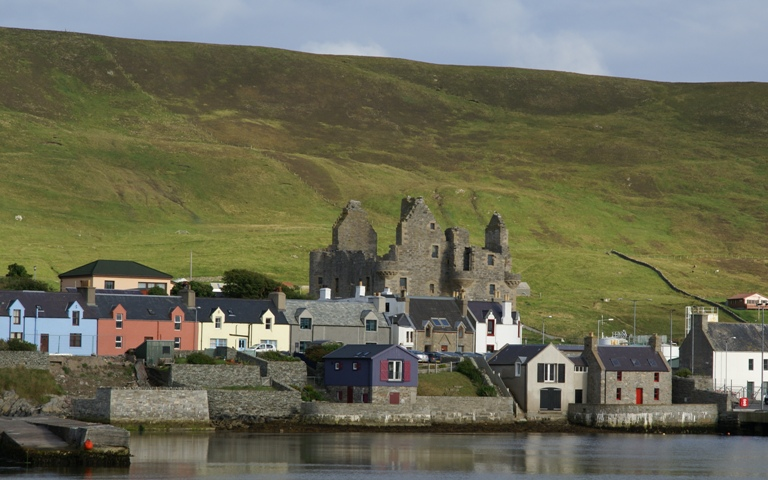
Scalloway. In het midden Scalloway Castle

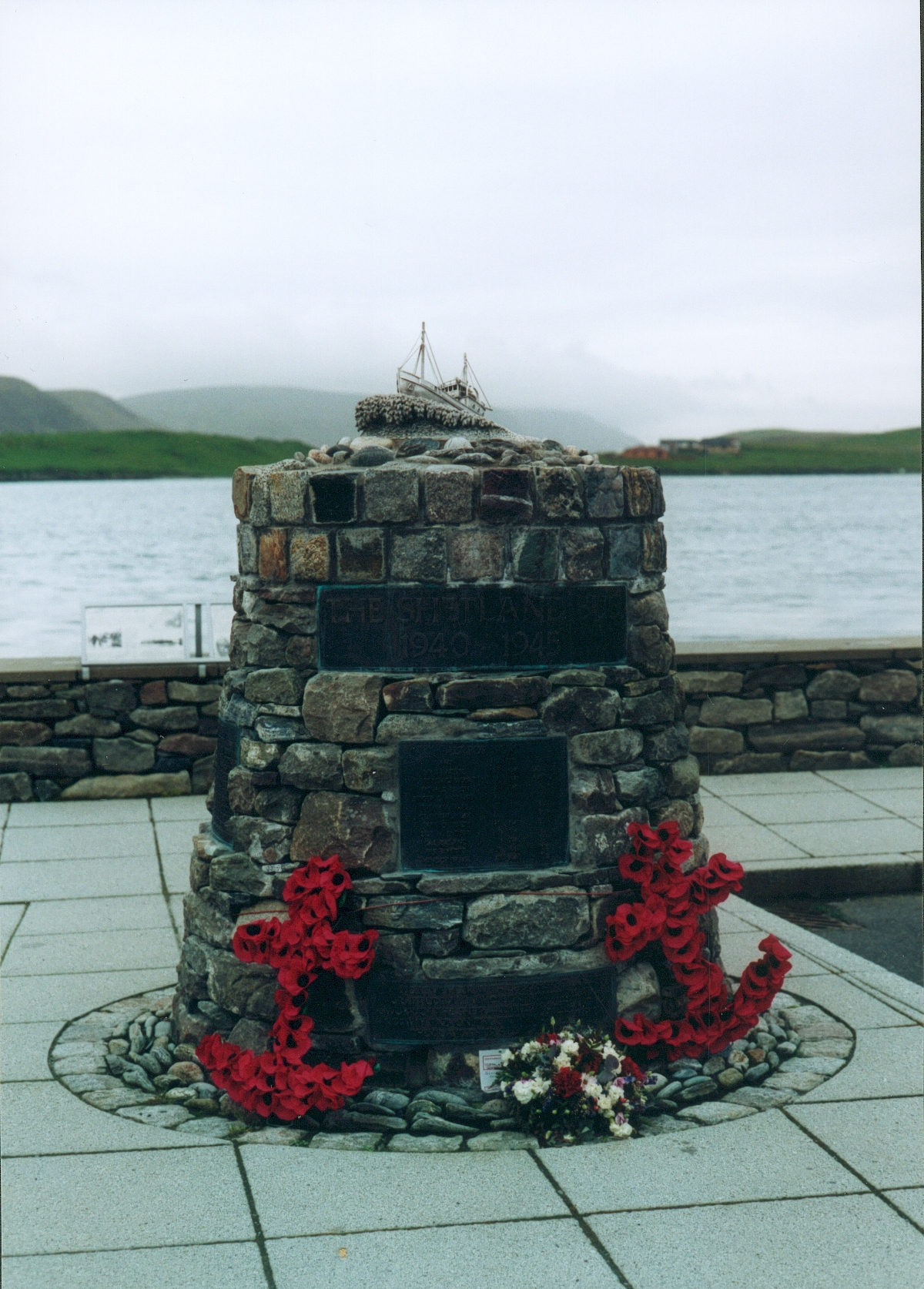
The Shetland Bus Monument